# Sergio Ballesteros
Sergio Martínez Ballesteros (Burjassot, 4 settembre 1975) è un ex calciatore spagnolo, di ruolo difensore.

## Palmarès

### Club

#### Competizioni internazionali
- Coppa Intertoto UEFA: 2

Villarreal: 2003, 2004

### Nazionale
- Campionato d'Europa Under-21: 1

Spagna U-21: 1998